# Eduardo López de Ochoa
Eduardo López de Ochoa y Portuondo (Barcelona, 1877 - Madrid, 17 d'agost de 1936) va ser un militar espanyol, General de Divisió de l'Exèrcit de Terra. Col·laborador de Miguel Primo de Rivera, durant la República se li va encarregar reprimir la Revolució d'Astúries de 1934. En iniciar-se la Guerra Civil es refeia en un hospital de Madrid, la qual cosa no va impedir que fos assassinat i el seu cadàver decapitat.
Va participar en la guerra de Cuba i en les campanyes africanes. En 1918 va ser ascendit a general de brigada de l'arma d'infanteria.

## Dictadura de Primo de Rivera
López de Ochoa era un dels col·laboradors més propers al general Primo de Rivera quan aquest va instaurar la dictadura, en 1923, recolzant des de Barcelona el cop d'estat i fent-se càrrec del govern militar de la ciutat. No obstant això, a partir de 1924 es va mostrar contrari a la dictadura, a causa de la seva ideologia liberal i prorrepublicana, a més de per la seva condició de maçó. En 1925 va ser empresonat i posteriorment va haver d'exiliar-se a França. Allí va participar en el fracassat intent de cop d'Estat planejat per José Sánchez Guerra (1929), intentant, sense èxit, revoltar la guarnició estacionada a Catalunya. El seu llibre, De la Dictadura a la República, publicat en 1930, amb pròleg del polític republicà Eduardo Ortega y Gasset va tenir un gran èxit. Va estar implicat també en la intentona prorepublicana de desembre de 1930.

## II República
En proclamar-se la Segona República a Barcelona, es va fer càrrec de la capitania general de Catalunya (17 d'abril de 1931), sent substituït aquest mateix any pel general Batet. En 1934 era Inspector General de l'Exèrcit i va ser nomenat en un tibant consell de ministres, presidit pel president de la República Alcalá-Zamora, responsable de sufocar la insurrecció asturiana d'octubre de 1934 (Ochoa afirmaria posteriorment que Alcalá-Zamora li havia encarregat la tasca per limitar el vessament de sang). Avançant des de Lugo, va aconseguir prendre Oviedo en amb prou feines una setmana. Va tenir freqüents frecs durant la campanya amb Yagüe, que havia arribat a Astúries al comandament de les tropes africanes (la Legió i els regulars), acusats de múltiples atrocitats (Yagüe va arribar a queixar-se al govern del tracte humanitari que López de Ochoa donava als miners, pactant amb el dirigent ugetista Belarmino Tomás la rendició incruenta dels insurrectes. Mesos després dels fets, el general López Ochoa va parlar amb el socialista Juan Simeón Vidarte y Franco Romero sobre alguns dels episodis de l'esdevingut a Astúries:
| « | Una nit, els legionaris es van portar en una camioneta a vint-i-set treballadors, trets de la presó de Sama. Només van afusellar a tres o quatre perquè, com ressonaven els tirs a la muntanya, van pensar que anaven a sortir guerrillers de tots aquells paratges i ells correrien perill. Llavors van procedir més cruelment, van decapitar o van penjar als presos, i els van tallar els peus, mans, orelles, llengües, fins als òrgans genitals! Als pocs dies, un dels meus oficials, home de tota la meva confiança, em va comunicar que uns legionaris es passejaven lluint orelles enfilades en filferros, a manera de collaret, que serien de les víctimes de Carbayín. Immediatament li vaig manar que detingués i afusellés a aquells legionaris, i ell ho va fer així. Aquest va ser el motiu del meu altercat amb Yagüe. Li vaig ordenar, a més, que tragués als seus homes de la conca minera i els concentrés a Oviedo, sota la meva vigilància, i li vaig fer responsable de qualsevol crim que pogués ocórrer. Per jutjar als rebels estaven els tribunals de justícia. També em van arribar les gestes dels Regulars del tabor de Ceuta: violacions, assassinats, saquejos. Vaig manar afusellar a sis moros. Vaig tenir problemes, el Ministre de la Guerra em va demanar explicacions, molt exaltat: "Com s'atreveix vostè a manar afusellar a ningú sense la formació d'un Consell de Guerra?". Jo li vaig contestar: "Els he sotmès al mateix Consell de Guerra al que ells van sotmetre a les seves víctimes" | » |

No obstant això, no va poder evitar que l'esquerra el considerés responsable de la repressió a Astúries, sent anomenat el "botxí d'Astúries", la qual cosa va fer que, després de les eleccions de febrer de 1936, que van portar al poder al Front Popular, fos processat i empresonat (març de 1936). En 1936 va publicar un nou llibre, Campaña militar de Asturias en octubre de 1934.

## Guerra Civil
En produir-se la revolta militar que va conduir a la guerra civil, al juliol de 1936, el general López de Ochoa, que es trobava empresonat i, per tant, no participava en la conspiració, es trobava a l'Hospital Militar de Carabanchel (actual Hospital Militar Gómez Ulla), al Campament de Carabanchel, als afores de Madrid, recuperant-se d'una operació. Després de ser sufocada la revolta a la capital, el general va romandre a l'Hospital sense ser molestat. No obstant això, en els primers dies d'agost, periòdics comunistes van protestar pel fet que generals suposadament desafectes romanguessin a la zona republicana sense ser jutjats, citant el cas de López de Ochoa, recordant-lo com el "carnisser d'Astúries". Encara que el Govern va tractar de traslladar al general i a altres militars hospitalitzats a altres centres, es va córrer el rumor que el Govern pretenia alliberar-los i una torba va acudir a l'hospital, extraient d'allí al militar i assassinant-lo en el proper turó Almodóvar, tallant-li el cap al cadàver i exhibint-lo pels voltants. La resta de militars va ser tret en ambulàncies, però la munió va impedir el pas a les dues últimes i els sis militars que transportava van ser afusellats en la Pradera de San Isidro.